# Rubén Arocha
Rubén Darío Arocha Hernández est un footballeur international vénézuélien né le 21 avril 1987 à Caracas. Il évolue au poste d'attaquant ou milieu offensif. 
Il fut considéré par de nombreux observateurs comme l'un des plus grands espoirs du football vénézuélien. En France, il est surtout connu pour avoir passé une demi-saison à Martigues.